# Thonotosassa
Thonotosassa é uma Região censo-designada localizada no estado americano da Flórida, no Condado de Hillsborough.

## Demografia
Segundo o censo americano de 2000, a sua população era de 6091 habitantes.

## Geografia
De acordo com o United States Census Bureau tem uma área de 46,6 km², dos quais 43,2 km² cobertos por terra e 3,4 km² cobertos por água. Thonotosassa localiza-se a aproximadamente 29 m acima do nível do mar.

## Localidades na vizinhança
O diagrama seguinte representa as localidades num raio de 16 km ao redor de Thonotosassa.